# Ron Gibson

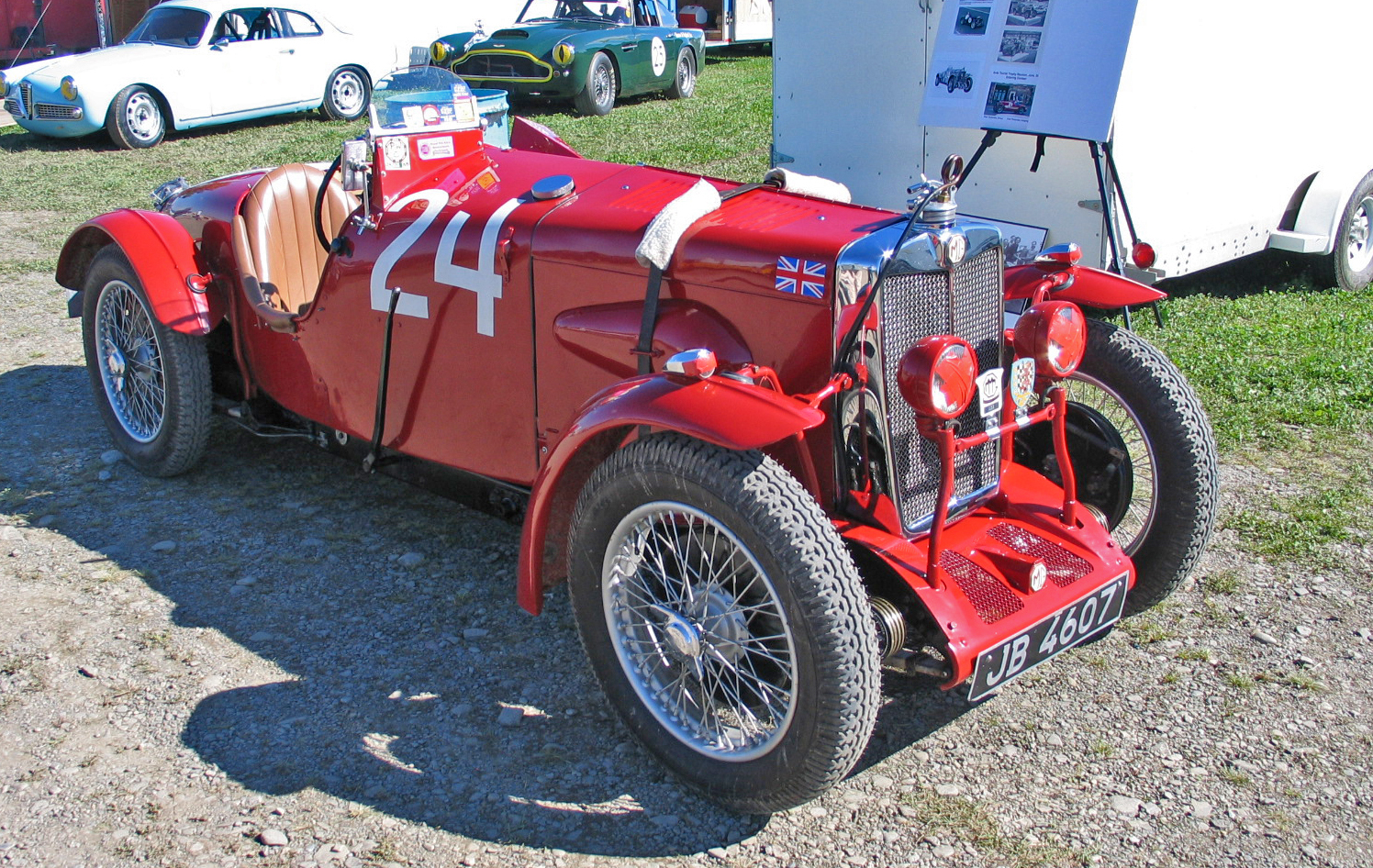
MG C-Type Midget wie ihn Ron Gibson in den 1930er-Jahren bei Sportwagenrennen fuhr

Ronald Norman „Ron“ Gibson (* 8. September 1904 in Abingdon-on-Thames; † 26. Juni 1959 in Oxford) war ein britischer Autorennfahrer.

## Karriere als Rennfahrer
Ron Gibson war in den 1930er-Jahren im Sportwagensport aktiv. Er fuhr vor allem auf der Rennbahn von Brooklands, wo er 1931 das 2 × 12-Stunden-Rennen als Gesamtzweiter und 1932 das 1000-Meilen-Rennen als Gesamtdritter beendete. 1933 startete er gemeinsam mit Norman Black auf einem MG C-Type 4 Midget beim 24-Stunden-Rennen von Le Mans, konnte das Rennen nach einem Leck im Kühler jedoch nicht beenden.

## Statistik

### Le-Mans-Ergebnisse
| Jahr | Team         | Fahrzeug           | Teamkollege  | Platzierung | Ausfallgrund   |
| ---- | ------------ | ------------------ | ------------ | ----------- | -------------- |
| 1933 | Norman Black | MG C-Type 4 Midget | Norman Black | Ausfall     | Leck im Kühler |